# Junghwa-dong
Junghwa-dong (koreanska: 중화동) är en stadsdel i stadsdistriktet Jungnang-gu i Sydkoreas huvudstad Seoul.

## Indelning
Administrativt är Junghwa-dong indelat i:
| Namn    | Namn               | Yta km² | Invånare 31 dec 2020 |
| ------- | ------------------ | ------- | -------------------- |
| 중화1동 | Junghwa 1(il)-dong | 0,64    | 20 400               |
| 중화2동 | Junghwa 2(i)-dong  | 1,01    | 26 073               |